# Adair Turner
Jonathan Adair Turner, Baron Turner of Ecchinswell, född 5 oktober 1955 i Ipswich, är en brittisk affärsman, akademiker och ordförande för brittiska finansinspektionen (engelska: Financial Services Authority) till dess avskaffande i  mars 2013. 

## Karriär inom akademi och finansvärlden
Karriären vid BP inleddes 1979 och 1979-1982 arbetade han för Chase Manhattan Bank. 1994 blev han chef vid McKinsey & Co efter att ha arbetat för företaget sedan 1982.